# Enema of the State
Enema of the State je třetí studiové album americké pop punkové skupiny Blink-182. Je to jejich první album produkované Jerrym Finnem a bylo vydáno 1. června 1999 přes společnost MCA Records. V tomto album poprvé hrál na bubny Travis Barker, který nahradil původního bubeníka Scotta Raynora. Obsahuje tři singly, všechny velmi úspěšné: "What's My Age Again?", "All the Small Things" a "Adam's Song".
Album bylo velmi pozitivně přijato kritikou a mělo celosvětově velký komerční úspěch. Od svého vydání se prodalo více než 15 milionů kopií, což ho činí nejprodávanějším albem této skupiny.

## Seznam skladeb
1. Dumpweed – 2:23
2. Don't Leave Me – 2:23
3. Aliens Exist – 3:13
4. Going Away to College – 2:59
5. What's My Age Again? – 2:28
6. Dysentery Gary – 2:45
7. Adam's Song – 4:09
8. All the Small Things – 2:48
9. The Party Song – 2:19
10. Mutt – 3:23
11. Wendy Clear – 2:50
12. Anthem – 3:37